# Comuna de Ujsoły
Ujsoły (polaco: Gmina Ujsoły) é uma gminy (comuna) na Polónia, na voivodia de Santa Cruz e no condado de Żywiecki. A sede do condado é a cidade de Ujsoły.
De acordo com os censos de 2005, a comuna tem 4813 habitantes, com uma densidade 43 hab/km².

## Área
Estende-se por uma área de 109,95 km², incluindo:
- área agricola: 25%
- área florestal: 70%

## Demografia
Dados de 30 de Junho 2004:
|                      | Total   | Total | Mulheres | Mulheres | Homens  | Homens |
| -------------------- | ------- | ----- | -------- | -------- | ------- | ------ |
|                      | pessoas | %     | pessoas  | %        | pessoas | %      |
| População            | 4686    | 100   | 2327     | 49,7     | 2359    | 50,3   |
| Densidade (pop./km²) | 42,6    | 100   | 21,2     | 21,2     | 21,5    | 21,5   |

De acordo com dados de 2002, o rendimento médio per capita ascendia a 1358,83 zł.

## Comunas vizinhas
- Jeleśnia, Milówka, Rajcza, Węgierska Górka.